# Gabino Rey Santiago
Gabino Victorio Segundo Rey de Santiago (artísticamente conocido como Gabino), fue un artista pintor español, que nació en la villa pontevedresa de Marín el 8 de enero de 1928 y murió el 30 de abril de 2006, en Barcelona. Hijo del empresario y político Agustín Rey Fonseca y padre del también pintor Pablo Rey.

## Biografía
Su padre Agustín Rey Fonseca, había sido el primer alcalde republicano  de aquella población, hecho que en el año 1936 motivó su traslado familiar a Barcelona. Así pues, fue en Barcelona donde el artista, a la vez que cursaba sus estudios de Bachillerato en la academia Pérez Iborra, inició su carrera pictórica. Ya a los 14 años, en 1943 pintó un autorretrato que motivó el primer interés de la crítica barcelonesa a raíz de obtener el 1.er premio en el 1.er Salón de la Juventud de las galerías Dalmau en el año 1943.
Posteriormente expone en una colectiva de los Artistas de La Campana de San Gervasio, en las galerías Reig. Este grupo de jóvenes artistas tomó el nombre de una taberna de la calle San Eusebio, cercana a la Plaza Molina, donde se reunía un grupo de artistas, pintores, escultores, filósofos, psicólogos e intelectuales varios, grupo al que se unieron Joan Vilató y Josep Vilató (sobrinos de Picasso). Joan Ponç, Antoni Tápies, Modest Cuixart, José María de Sucre, Arnau Puig y Joan Brossa, además de personajes polivalentes como Guillem Maragall, Francesc Gomá, Vicenç Bonet y otros creadores inquietos, procedentes algunos de ellos de la fusión de dos tertulias vecinas, la de La Campana y la del grupo de la Plaza Molina. En sus años de juventud, Gabino fue un asiduo participante de aquellos cenáculos, hecho que sin duda ejerció una cierta influencia en su personalidad tanto humana como artística, si bien vivió de primera mano el nacimiento del grupo Dau al set (pues los integrantes eran amigos comunes), él optó por un camino muy personal sin participar en las actividades dadaístas o surrealistas de la mayoría de sus compañeros.
Durante su escolaridad había entablado una muy buena relación con su profesor de dibujo Ramón Rogent, quien, adivinando en él sus cualidades de pintor, le invitó a tomar clases particulares en su estudio, centro en el que a la vez se relacionó con otras jóvenes promesas del momento.
En 1945 expuso por primera vez en la Galería Syra de Barcelona. En este mismo año, el "Cercle Maillol" del Instituto Francés le concede una beca en París a la que se ve obligado a renunciar debido a no tener en regla su servicio militar.
En 1947 se presentó a la III Exposición Universal de la Unión del Arte de Bilbao y obtuvo el primer premio.
A pesar de haber iniciado una brillante carrera como pintor, después de 1947 optó por silenciar sus dotes artísticas durante un largo período y no reapareció hasta el año 1957. A estos años de inactividad dentro de su trayectoria pictórica se les ha dado el nombre de "década oscura".
Cuando reaparece en 1957 con una exposición en la Sala Parés, galería a la que estará vinculado hasta su muerte, los críticos del momento Alberto Castillo y Juan Cortés le hacen el mejor recibimiento y, según Cortés, "es joven y es mucho más que una promesa", o "es una estrella con luz propia", o "su arte es voluntarioso y grave", "su pintura es constructiva y no sensitiva", "Gabino sabe hacer pintura de la realidad".
A partir de aquella fecha la pintura de Gabino va reafirmándose y ocupa un lugar relevante en las temporadas pictóricas de Barcelona y Madrid. En 1967 se casa con María Teresa Sendón, con la que formará una numerosa familia, con sus hijos Pablo, Irene, Ana, Diego, Gabino, Teresa y Alejo. En 1979 toma parte en la ART'Expo de New York, pasando a formar parte de colecciones particulares de esa ciudad. En 1980 obtiene el Premio A. A. Pousssielque, de la Société Nationale des Beaux Arts, París. En el mismo año expone en la Serendipity Gallery de Los Ángeles, EE. UU., y en 1981 se presenta en la Naif Gallery de Palos Verdes, California.
La obra de Gabino se halla representada en los museos de Lugo, Pontevedra y Sitges, y en colecciones particulares de España, Alemania, Francia, Portugal, India, Brasil, Suiza, Gran Bretaña y  Estados Unidos.